# Bank Austria Creditanstalt
UniCredit Bank Austria AG è la seconda più grande banca austriaca che opera con il marchio Bank Austria e ha sede a Vienna. Controllata dal gruppo bancario paneuropeo UniCredit con sede a Milano, Bank Austria è stata costituita nel 1991 dalla fusione della Länderbank di Vienna e della Zentralsparkasse, ha acquisito la Creditanstalt-Bankverein nel 1997 e si è fusa con essa per formare la Bank Austria-Creditanstalt (BA-CA) nel 2002. Il suo nome è tornato ad essere Bank Austria nel 2008, quando UniCredit, proprietaria della banca dal 2005 dopo aver acquisito la HypoVereinsbank (HVB), ha gradualmente eliminato il marchio storico Creditanstalt.
Unicredit Bank Austria è attiva come banca universale in Austria con servizi finanziari (come depositi, prestiti, consulenza, ecc.) per clienti privati, clienti aziendali e settore pubblico. Vende anche prodotti finanziari nei settori dell'edilizia e dell'edilizia abitativa, dei titoli e del leasing. Dal 2018, la sua sede centrale si trova nel campus austriaco di Leopoldstadt.

## Storia
Bank Austria fu costituita nel 1991 dalla fusione della travagliata Länderbank, economicamente in difficoltà e di cui la Repubblica d'Austria era l'unico azionista, e della Zentralsparkasse di Vienna, la più grande cassa di risparmio austriaca di proprietà del comune di Vienna. In pratica un'acquisizione della prima da parte della seconda guidata dal suo direttore generale René Alfons Haiden; l'entità risultante dalla fusione diventò la prima banca austriaca. 

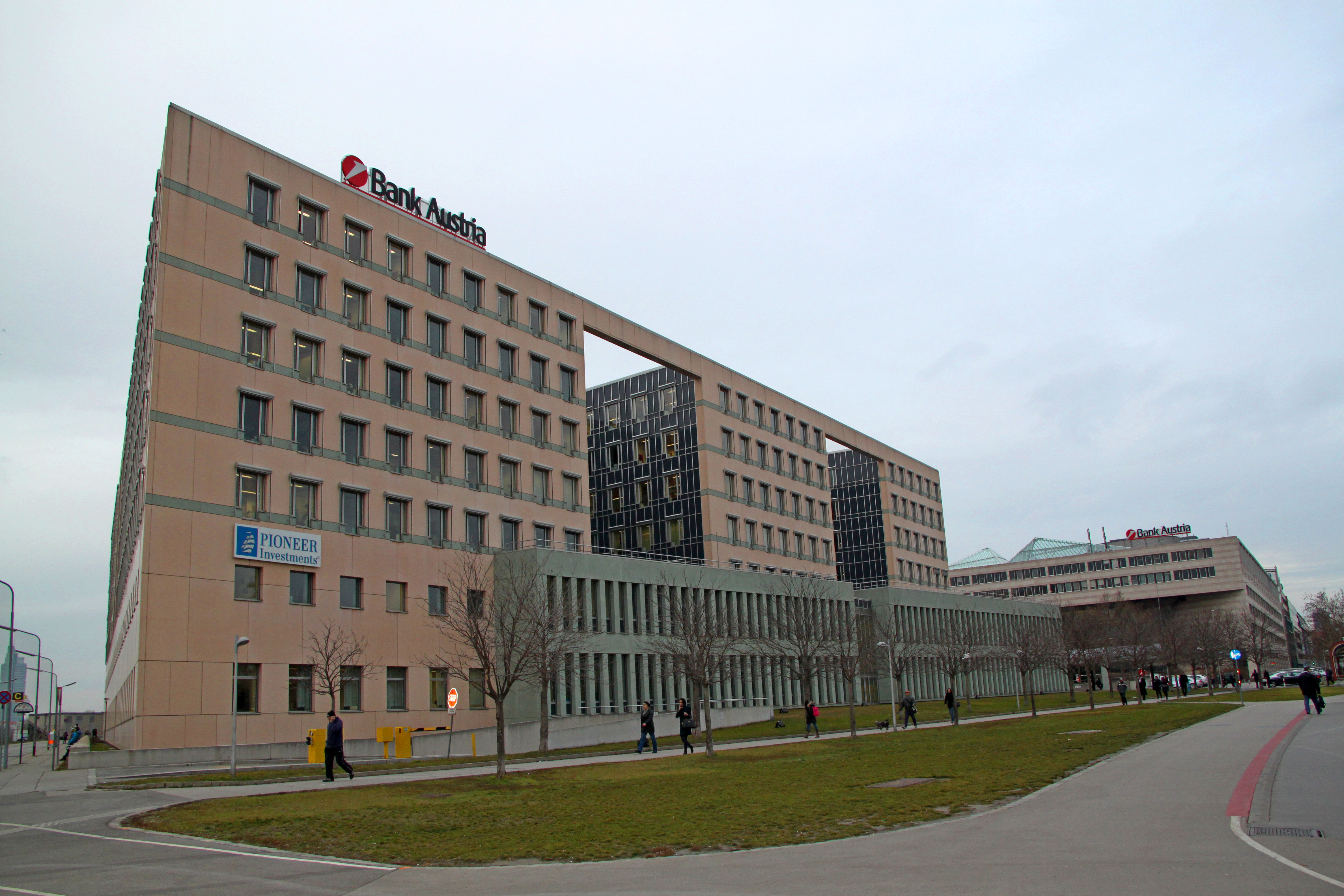
L'ex edificio amministrativo della Bank Austria in Lassallestraße nel Nordbahnviertel, Vienna 2

Nel 1996 la tedesca WestLB acquisì una partecipazione del 9,1% nell'ex Bank Austria Aktiengesellschaft. Dopo anni di discussioni e dopo che la partecipazione statale del 51% nella Creditanstalt era stata destinata alla privatizzazione, nel gennaio 1997 la Bank Austria si aggiudicò la banca per l'equivalente di 1,25 miliardi di euro, nonostante feroci litigi politici e tentativi politici di intervento. Di conseguenza, questa vendita portò quasi alla fine dell'allora coalizione rosso-nera (governo per il clima) da parte dell'ÖVP. In cambio, la Bank Austria/Anteilsverwaltung Zentralsparkasse (AVZ) vendette la maggioranza di GiroCredit alla Erste österreichische Spar-Casse (ora Erste Bank AG) per 8,24 miliardi di ATS (circa 600 milioni di euro). Nel febbraio 1998 il governo federale cedette il suo ultimo blocco di azioni della Creditanstalt e a settembre le azioni rimanenti furono scambiate scambiate con quelle della Bank Austria, che da allora in poi furono quotate esclusivamente alla Borsa di Vienna.
Con l'accordo di fusione del 4 giugno 1998, il 24 settembre 1998 la Creditanstalt AG (FN 53960d) venne fusa nell'originaria Bank Austria Aktiengesellschaft (FN 046868z). 
In precedenza, la partecipazione di BA in LB Fonds Beratungsgesellschaft m.b.H. di Vienna, le due succursali estere di Bank Austria (New York Non Treasury Business-Commercial Trade and Assets branch) e Creditanstalt (Greenwich Non Treasury Business-Commercial Trade and Assets Islands Cayman branch), nonché le attività operative estere di Bank Austria erano state trasferite alla Bank Austria Creditanstalt International AG (FN 162356i). 
Con la contestuale ridenominazione di Bank Austria Aktiengesellschaft in BA Holding AG, l'ex Bank Austria (vecchia), così come – dopo diversi ulteriori trasferimenti di società estere del vecchio gruppo BA-CA – Bank Austria Creditanstalt International AG (FN 162356i) sono state trasferite alla "società 'Unternehmen BA'" in conformità con l'accordo di scissione e acquisizione del 4 settembre 2000, nonché Bank Austria Creditanstalt International AG (FN 162356i) nella Sparkasse Stockerau Aktiengesellschaft (FN 150714p), fondata il 18 settembre 1996. Quest'ultima, la cui sede era stata precedentemente spostata da Stockerau alla sede della BA a Vienna, è stata rinominata Bank Austria Aktiengesellschaft contemporaneamente alle fusioni ed è quindi ora Unicredit Bank Austria AG come Bank Austria. La restante società di comodo di BA Holding AG (FN 046868z) è stata cancellata dal registro delle imprese con effetto dal 2 febbraio 2001 e quella di Bank Austria Creditanstalt International AG con effetto dal 7 novembre 2000.

### Acquisizione da parte della Bayerische Hypo-und Vereinsbank (2000)
Bayerische Hypo-und Vereinsbank ha rilevato Bank Austria nel 2000 attraverso uno scambio di azioni. Bank Austria è stata quotata alla Borsa di Vienna per l'ultima volta nel febbraio 2001 (prezzo: 62 euro). Di conseguenza, le partecipazioni azionarie sono state scambiate, con le partecipazioni dell'Europa orientale che sono andate principalmente a Bank Austria, le partecipazioni occidentali e non europee alla Bayerische Hypo-und Vereinsbank. A seguito della fusione societaria di Bank Austria con Creditanstalt nel 2000[6], il nuovo gruppo bancario ha operato con il nome di Bank Austria Creditanstalt AG (BA-CA) fino al 1º aprile 2008. Nel marzo 2003 è stata effettuata un'IPO parziale di BA-CA e l'azione è stata quotata a Vienna nel luglio 2003. La banca è stata anche la prima società straniera a quotarsi alla Borsa di Varsavia.

### Il controllo ad Unicredit (2005)

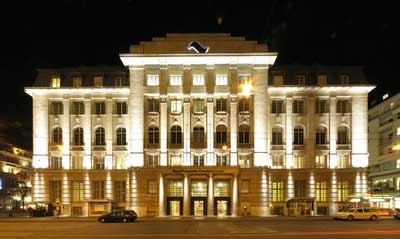
L'ex sede della Banca Austria a Schottenring

Nel giugno 2005 il gruppo italiano UniCredit ha annunciato l'acquisizione di HypoVereinsbank, insieme a BA-CA. La ristrutturazione ha portato alla creazione di una nuova holding per le attività estere di BA-CA nell'Europa orientale, alla trasformazione dell'attività polacca in una filiale completa, alla riduzione di BA-CA in un mercato più piccolo e alla riduzione di HVB sul mercato tedesco. Al fine di rispettare le restrizioni del cartello in Croazia, l'affiliata di BA-CA, Splitska banka, è stata venduta a Société Générale, per conto di UniCredit che già possedeva Zagrebačka banka. Nell'ambito di tale operazione, BA-CA ha acquisito da UniCredit Koç Finansal Hizmetler (Turchia), Zagrebačka banka (Croazia), Bulbank (Bulgaria), Živnostenska banka (Cechia), UniBanka (Slovacchia) e UniCredit Romania.
Nel 2006 BA-CA ha continuato la sua espansione in Russia acquisendo le restanti azioni della International Moscow Bank e il 100% delle attività istituzionali di Aton Capital, una società di intermediazione russa. Inoltre, nel 2007 è stata acquisita la banca kazaka ATFBank. Nel dicembre 2007, Crédit Agricole, la svedese Intrum Justitia e la tedesca EOS hanno acquistato 850 milioni di euro in prestiti da Bank Austria.

Logo dal 2002 al 2007

Con effetto dal 27 settembre 2008, Bank Austria è stata rinominata Unicredit Bank Austria AG e presenta un nuovo logo che mostra il legame con il Gruppo UniCredit. Al 31 dicembre 2011 aveva la base patrimoniale più solida tra le grandi banche austriache, il suo Core Tier 1 ratio ammontava al 10,55% e il Total Capital ratio al 12,7%.
Nel luglio 2009, Bank Austria si è ritirata dal progetto della diga di Ilısu a seguito del mancato rispetto delle linee guida della Banca Mondiale in materia di ambiente, reinsediamento della popolazione e patrimonio culturale.
Nel marzo 2014 il gruppo Unicredit ha iniettato 2 miliardi di euro nelle casse di Bank Austria nell'ambito di un aumento di capitale della controllata. Nel dicembre 2010, Bank Austria è stata direttamente presa di mira da una denuncia presentata dall'americano Irving Picard nel contesto dell'affare Bernard Madoff.
Nel 2014, la crisi in Ucraina ha minato le finanze della banca, che ha una forte presenza in quel paese (Unicredit ha poi preso in considerazione la vendita delle attività ucraine di Bank Austria). Nell'agosto 2014, l'agenzia di rating Standard & Poor's ha declassato il rating a lungo termine di Bank Austria da A- a BBB+.
Nel gennaio 2015, Bank Austria ha ceduto il patrimonio immobiliare della sua holding, Bank Austria's Immobilien Holding Group, per un valore di 1 miliardo di euro, che comprendeva la Torre del Danubio, il castello-hotel di Kitzbühel e il complesso Wien Mitte a Vienna (che da solo rappresenta 500 milioni di euro).
Nel 2016, UniCredit ha ripreso da Bank Austria la proprietà diretta delle sue affiliate nell'Europa centrale e orientale. Sempre nel 2016, Bank Austria è stata gestita dal CEO Robert Zadrazil.

## Attività nell'Europa centrale e orientale

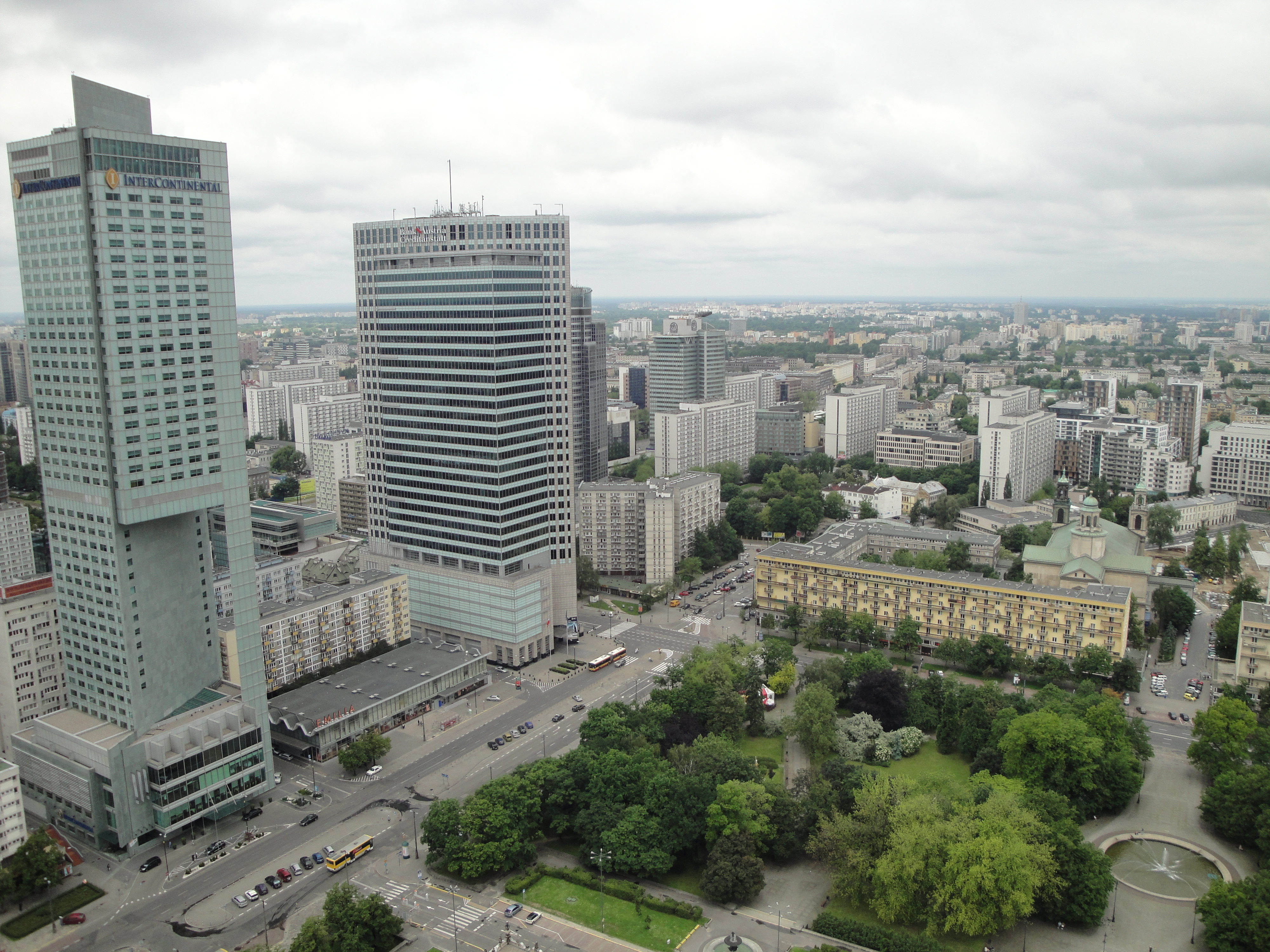
Ex edificio della Bank Austria a Varsavia

Al di fuori dell'Austria, il gruppo bancario ha una forte presenza nei paesi dell'Europa centrale e orientale, dove la banca genera gran parte dei suoi profitti. Il Gruppo Unicredit comprende circa 9.000 filiali e oltre 148.000 dipendenti in 20 paesi europei. Dall'inizio del 2007, Bank Austria è responsabile della gestione delle banche controllate di Unicredit nell'Europa centrale e centrale (PECO) (ad eccezione della filiale polacca).  La rete CEEC di Unicredit comprende 3500 filiali in 14 paesi, attive e rappresentative in due paesi, con circa 64.400 dipendenti. Questa rete ha lo scopo di offrire servizi transfrontalieri alle aziende attive a livello internazionale.
L'impegno di Bank Austria nei confronti dell'Europa centrale e orientale ha una lunga tradizione. Dopo la cessazione delle filiali estere della Creditanstalt e della Länderbank con lo scoppio della prima guerra mondiale, la Creditanstalt è stata la prima banca occidentale ad aprire un ufficio di rappresentanza estero a Budapest nel 1975, in condizioni di sistemi economici completamente diversi. Nel 1997, le attività dell'Europa centrale e orientale di Creditanstalt e Bank Austria sono state fuse in una holding come unità di direzione e gestione, che è stata poi fusa nella neonata Bank Austria Creditanstalt International. Un anno dopo, tutte le filiali estere (ad eccezione della filiale in Russia) e tutte le partecipazioni bancarie estere sono state riunite sotto lo stesso tetto nella Bank Austria Creditanstalt International. Fin dall'inizio, Bank Austria Creditanstalt International è stata la più grande banca estera con una presenza capillare nell'Europa centrale e orientale. Dal 2007 Bank Austria gestisce l'intera attività del Gruppo Unicredit nell'Europa centrale e orientale, ad eccezione della Polonia.

## Sponsorizzazioni

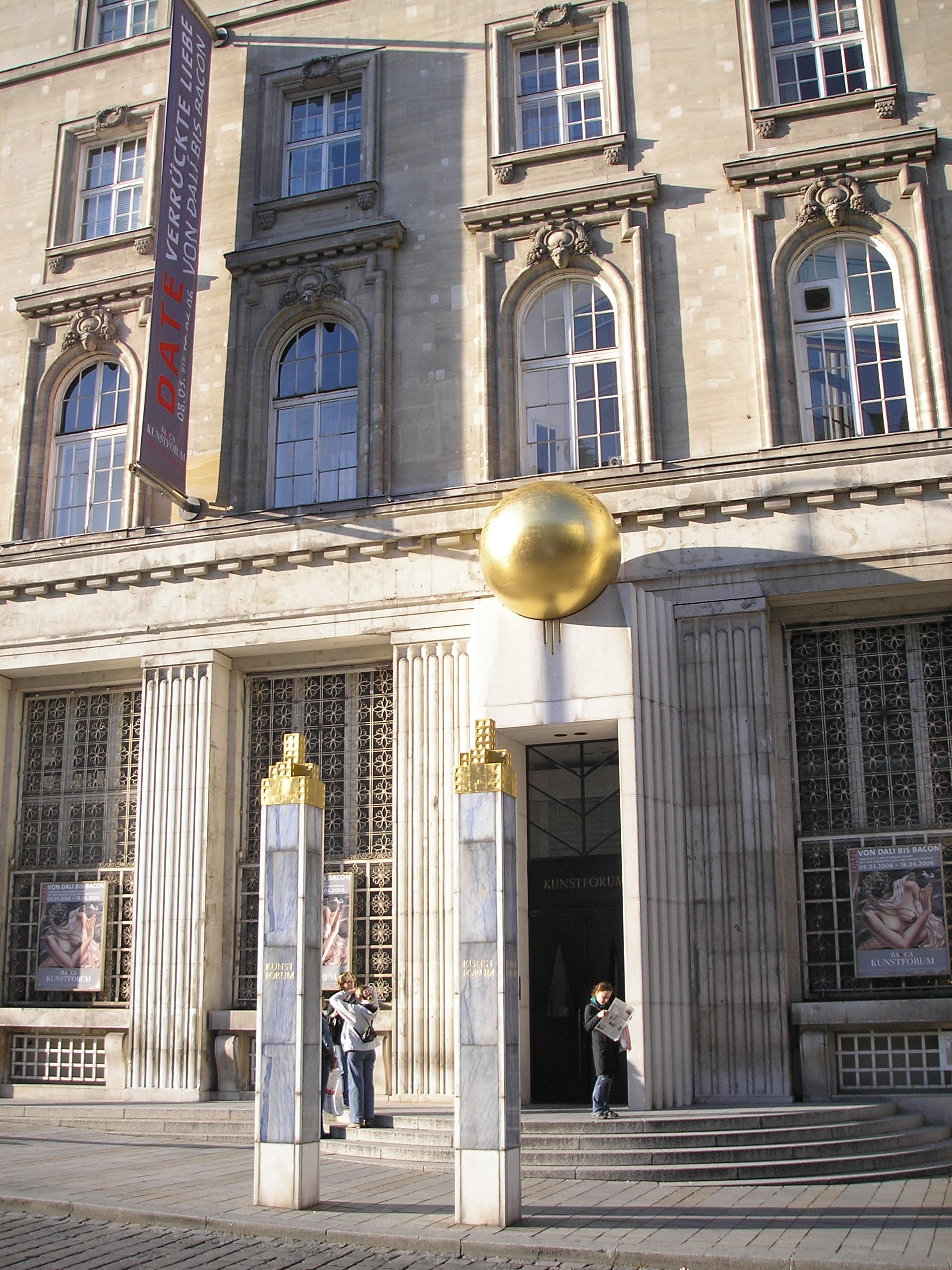
La Bank Austria Kunstforum Wien sul Freyung

Bank Austria sostiene in particolare il settore dell'arte e della cultura. Due partner di cooperazione di lunga data nel settore sociale sono Caritas e SOS Villaggi dei Bambini. La banca si occupa anche di sport.

### Arte e cultura
L'impegno culturale di Bank Austria risale agli anni '50. Bank Austria è uno dei maggiori promotori culturali privati, collabora con istituzioni affermate e promuove giovani artisti.

#### Collezione d'arte della Bank Austria
La collezione d'arte di Bank Austria comprende oltre 8.000 opere. Tra i pezzi forti si annoverano opere di Ferdinand Georg Waldmüller, Gustav Klimt, Oskar Kokoschka, Maria Lassnig, Christian Ludwig Attersee, Arnulf Rainer, Franz West, Herbert Brandl ed Erwin Wurm. Più recentemente, c'è stata una crescente collezione di new media art, in particolare la fotografia. Questa è anche una continuazione della Collezione Fotografis, fondata nel 1976 e con la quale Bank Austria ha un ricco tesoro di oltre 1000 opere fotografiche. Nel 2019 è iniziata la liquidazione e l'asta della collezione nell'ambito di un cambiamento nella politica commerciale di Unicredit.

#### Salone della Bank Austria nel Municipio
Il salone di Bank Austria nel Municipio della Città Vecchia è un luogo per eventi nel centro di Vienna e una piattaforma di comunicazione per lo scambio sociale e culturale. Oltre alla collaborazione con marchi culturali e progetti scientifici, Bank Austria mette la Sala Barocca a disposizione di iniziative culturali.

#### Bank Austria Kunstforum Wien
Dal 1988 la Bank Austria dispone di una propria sede espositiva a Vienna dedicata al modernismo classico e all'avanguardia pittorica del dopoguerra, in collaborazione con il Bank Austria Kunstforum Wien, gestito come associazione privata. Circa 150.000 persone visitano ogni anno le mostre temporanee e dal 2000 si tengono mostre di artisti contemporanei nel "tresor". Dal 2011 il Bank Austria Kunstforum Wien gestisce anche la Collezione d'arte della Bank Austria e la Collezione Fotografis. Una volta all'anno, nel "tresor" dell'edificio viene allestita una mostra di opere della Collezione d'arte della Bank Austria con il titolo "Collezioni".

#### Partnership premium
Come contributo alla conservazione del patrimonio culturale nazionale, la Bank Austria sostiene tradizionalmente istituzioni rinomate nel panorama culturale austriaco. Dopo l'Orchestra Filarmonica di Vienna, l'Orchestra Giovanile Gustav Mahler, il Theater in der Josefstadt, il Premio Nestroy Theatre, l'Orchestra d'Arte di Vienna e il Vienna Jazz Festival, l'Albertina e il Musikverein di Vienna collaborano dal 2007.

#### Bank Austria Art Prize
A partire dal 2011, Bank Austria ha assegnato il premio d'arte più ricco d'Austria. Il premio è stato assegnato in quattro categorie. Nelle categorie regionali e internazionali sono state premiate iniziative culturali e progetti artistici, mentre nella categoria educazione artistica ha vinto il progetto che meglio avvicina l'arte alle persone. Inoltre, è stato assegnato anche un premio per il giornalismo culturale.. Dal 2018 il premio non è stato più assegnato.

#### Artista dell'anno
Nel 2006, Bank Austria ha iniziato a premiare giovani musicisti insieme al promotore di concerti Jeunesse. Oltre a numerose opportunità di esibizione, l'artista dell'anno di Bank Austria riceve anche la sua produzione di CD.

### Progetti sociali
Bank Austria collabora con una serie di note organizzazioni di beneficenza. L'accento è posto su una cooperazione sostenibile a lungo termine, con particolare attenzione ai bambini e ai giovani, nonché all'integrazione/migrazione. Ad esempio, dal 2008 Bank Austria sostiene SOS Villaggi dei Bambini in Austria. In ciascuno degli 11 villaggi, Bank Austria ha assunto la sponsorizzazione della casa.
Anche nell'ambito della migrazione e dell'integrazione, Bank Austria sta cercando di dare impulso e di offrire sostegno. Il progetto "Cage League" offre a bambini e ragazzi con o senza background migratorio l'opportunità di entrare in contatto tra loro senza riserve mentre giocano a calcio.
Bank Austria collabora anche con CliniClowns Austria, Debra Austria – un'organizzazione di auto-aiuto per i bambini –, St. Anna Children's Cancer Research, Volkshilfe Österreich Aktion Armut tut weh e Bank Austria Family Fund per sostenere le famiglie in situazioni di crisi.